# Villa Marcelle
Villa Marcelle is een villa in Sint-Amandsberg, aan de Antwerpsesteenweg 561. Ze werd gebouwd in 1901 in neotraditionele stijl, naar de schetsen van architect Jan Rooms en in opdracht van bloemist Van Beerleire. In 1913 nam Georges Wibier de villa en de bijhorende bloemisterij (serres en velden) van Van Beerleire over. Daarom stond de villa bekend onder de naam 'Villa Wibier' tot 1998. De Horticulture G. Wibier specialiseerde zich in Azalea’s, Palmen en Araucaria. Het gebouw is erkend als onroerend erfgoed. Heden biedt de villa onderdak aan een tweedehandswinkel van Marcel Maenhout.

## Terminologie "Marcelle"

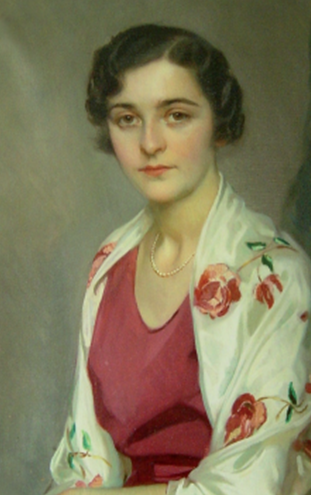
Marcelle Wibier, 1932, geschilderd door G. Guequier

De villa werd vernoemd naar Marcelle Wibier (Sint-Amandsberg, 15/03/1906 - Gent, 19/09/1994), dochter van Georges Wibier (1880-1948). Voordien stond de villa bekend als Villa Wibier. Ze was twee generaties in het bezit van de Franstalige, Gentse bloemistenfamilie, Wibier. De villa kreeg de naam 'Marcelle' vanwege Marcelles gulle schenking aan het OCMW van 218 miljoen frank (€ 5 400 000) voor het oprichten van beschermde woningen voor bejaarde koppels. Haar testament gaf de duidelijke richtlijnen en doeleinden voor de schenking mee: "Dit legaat zal moeten dienen om individuele woningen te bouwen met een gemeenschappelijk dienstencentrum voor de bereiding van maaltijden en de schoonmaak, wat zal toelaten deze woningen te bestemmen aan oude koppels waarvan de vrouw haar niet meer in staat stelt haar werk zelf te doen."
Marcelle benadrukte het doel voor de erfenis zodanig, omdat ze had gezien hoe moeilijk haar moeder het kreeg op een latere leeftijd om haar taken binnen het huishouden te vervullen. Wanneer de eisen van haar testament niet gevolgd zouden worden zou de Brailleliga het geld krijgen. Maar zover kwam het niet. Haar schenking heeft geleid tot uitbreidingen van serviceflats van het RVT-Heiveld. Dit woonzorgcentrum bevindt zich tegenover Villa Marcelle.
Marcelle was getrouwd met Emile Defay, fabrieksdirecteur van een chemisch bedrijf dat pesticiden maakte in Sint-Amandsberg. Ze hadden geen kinderen en zoals vele grootgrondbezitters rond 1950, verkavelden ze hun gronden wat een aardige som geld opleverde. Ze leefden vroom en sober. Ze gaven enkel grote sommen geld uit aan goede doelen of wetenschappelijk onderzoek. Zo bestaat het Fonds Defay aan de Université Libre de Bruxelles nog steeds. Beiden liggen begraven op Campo Santo, Sint-Amandsberg, de stad Gent onderhoudt hun graven uit erkentelijkheid.

## Situering en de Georges Wibierdreef
Het pand bevindt zich aan de Antwerpsesteenweg 561, te Sint-Amandsberg op de hoek met de Georges Wibierdreef. De naam van de aanpalende dreef staat los van de schenking aan het OCMW. Bij de dood van G. Wibier in 1948 was er noch een erfgenaam die de bloemisterij wou verder zetten, noch sprake van een overname. Dit zette Marcelle aan tot het verkavelen van de gronden en weken de serres voor wooneenheden. Om een goede toegang te hebben tot deze nieuwe opgedeelde gronden, diende Marcelle een vraag in bij het gemeentebestuur om een straat te trekken van de Antwerpsesteenweg tot de Lijnmolenstraat. Zij stelde voor om deze straat de 'Georges Wibierdreef' te noemen.
De villa bevindt zich tegenover de tuinen van de Sint-Amandus Campus met zijn oud hospitaal, waar Marcelle de laatste jaren van haar leven doorbracht. Dit is het huidige buurtcentrum Wibier, het OCMW en de beschermde woningen voor bejaarde koppels.

## Architectuur
De villa heeft een totale oppervlakte van 1421 m2. Ze is gebouwd in een neotraditionele stijl en inspireert zich op traditionele architectuur geïncorporeerd met eigentijdse vormgeving, materialen en technieken. Het heeft een dubbelhuistype, waarbij het huis gespiegeld is rond een centrale as. Het gebouw heeft een twee verdiepingen onder een hoog schilddak. De ontlastingsbogen, boven de ramen, zijn bezet met minstens één diamantkop. De hoektoren is polygonaal met vier geledingen. Aan de zijde van de Georges Wibierdreef staat op de hoektoren de naam van de villa, Villa Marcelle, gegraveerd. Het huis is erkend als onroerend erfgoed.

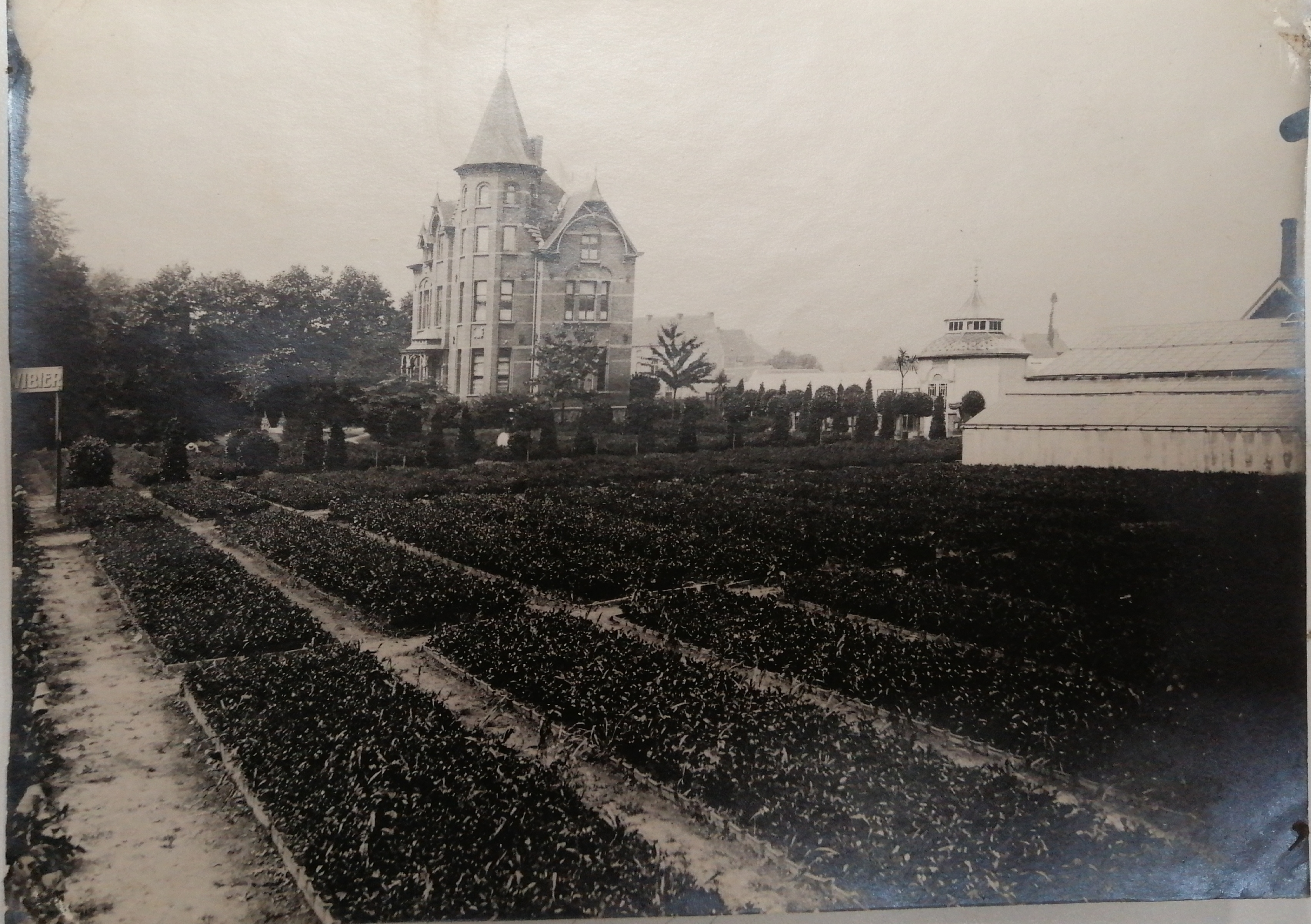
Villa en Horticulture Wibier in 1918; Archief DSMG: Van Ceulebroeck - Troch
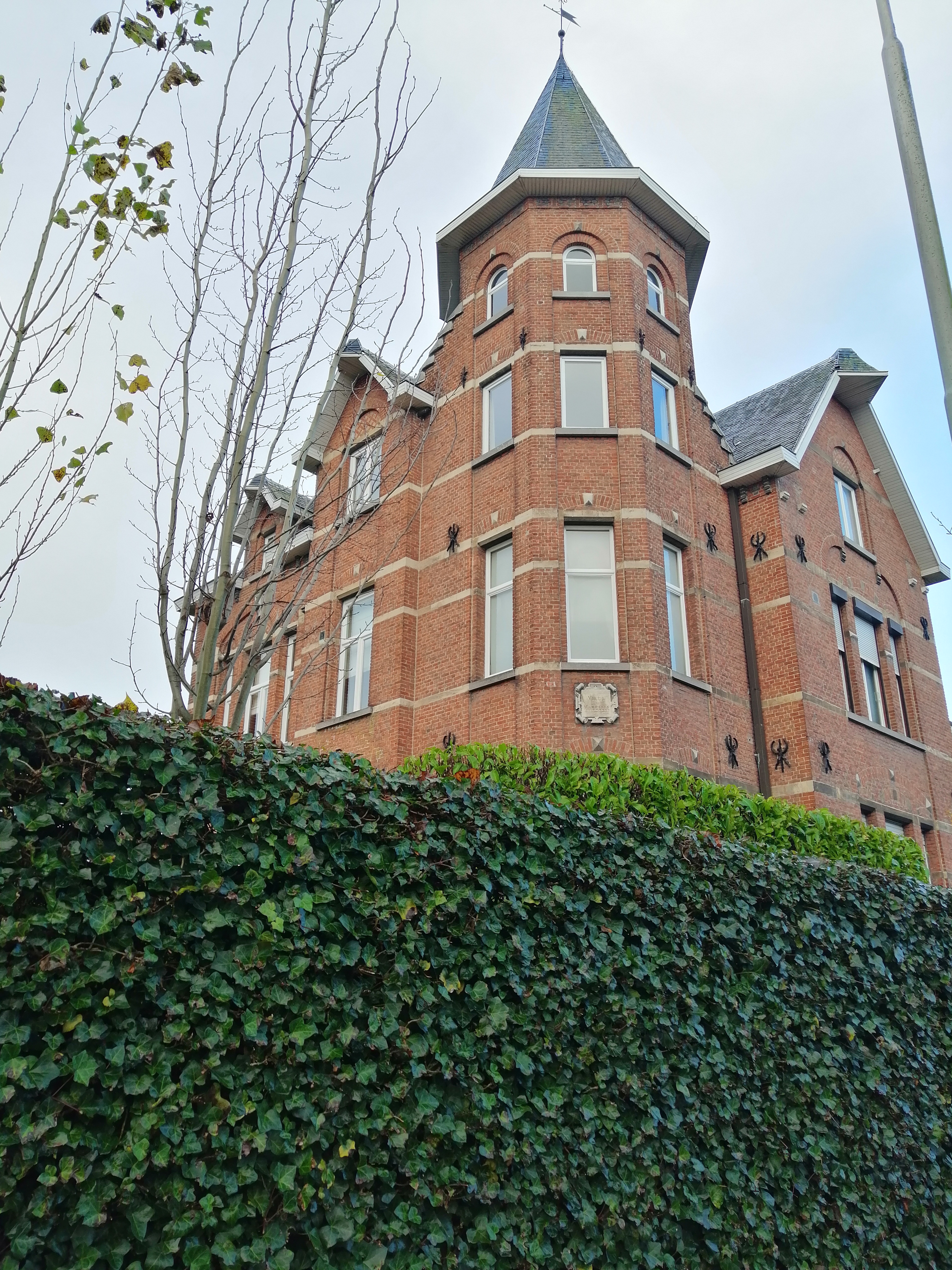
Polygone toren met vier geleidingen
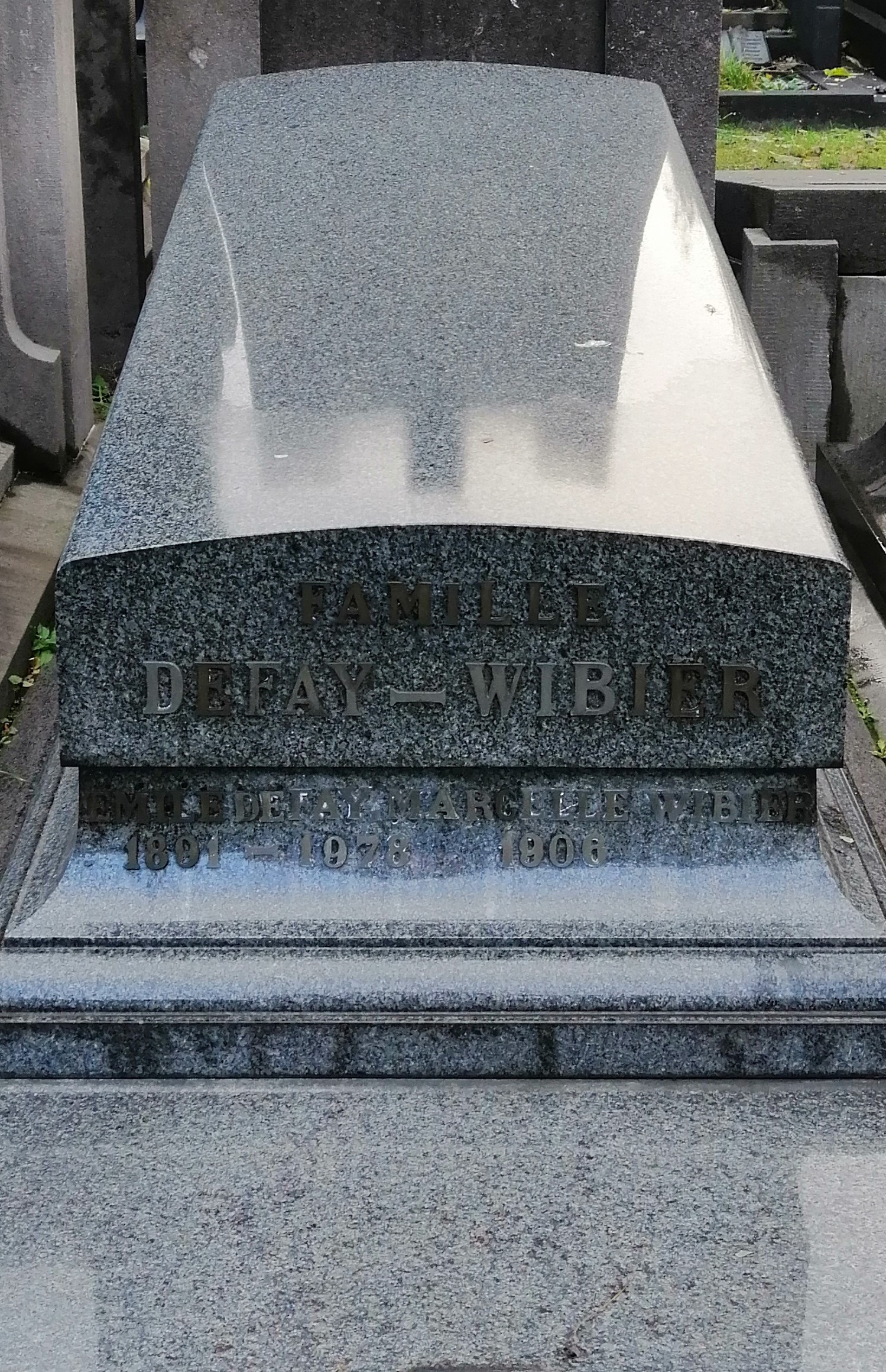
Graf Marcelle Wibier en Emile Defay, Campo Santo
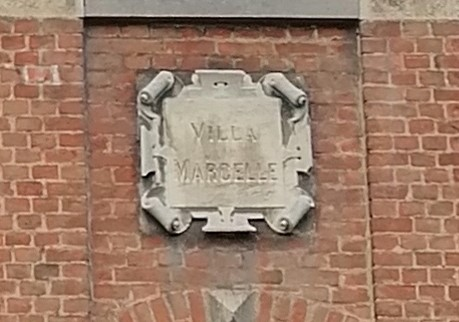
Gravure "Villa Marcelle"

## Zie Ook
- Woning Hartmann